# Abram Poljak
Abram Poljak (* 10. oder 28. März 1900 vermutlich in Mahiljou; † 23. oder 28. Oktober 1963 in Crespera, Kanton Tessin) war ein russisch-deutscher Autor.

## Biografie
Obwohl Abram Poljak eine Fülle von Schriften verfasst hat, sind seine autobiografischen Angaben äußerst spärlich: Demnach
wuchs er in Jekaterinoslaw, Russland (heutige Ukraine) als Sohn jüdischer Eltern auf. Mit seinen Eltern verließ er  Russland und zog nach Deutschland und lebte u. a. in Chemnitz. 1918 studierte er für kurze Zeit am Leipziger Konservatorium Musik. Nach Abbruch des Musikstudiums im Dezember 1918 hofften seine Eltern, dass er eine Rabbinerausbildung machen würde, doch stattdessen begann er Philosophie zu studieren. Nach eigenen Angaben war er in jüdischen Organisationen politisch aktiv und stieg in leitende Stellung auf. Nach Heirat mit einer Christin 1924 verliess er nach eigenen Worten die „jüdische Sphäre“.  Doch im Sommersemester 1927 hielt er im Institutum Judaicum Delitzschianum in Leipzig, das vom in der Judenmission aktiven Pastor Otto von Harling geleitet wurde, noch Vorträge zu jüdischen Themen wie jüdische Philosophie, jüdische Mystik, Neoorthodoxie und Zionismus.
Er veröffentlichte Zwischen Mensch und Gott und weitere Schriften zur judenchristlichen Gemeinde. Bis 1930 redigierte er eine kleine deutsche Tageszeitung und nach seiner Entlassung lebte er als freier Schriftsteller. Sein Bund Religiöser Kommunismus wurde 1933 aufgelöst, er selbst verhaftet, aber wieder freigelassen.
1935 gründete er die Judenchristliche Union, die er 1936 auch in Wien verankern wollte, wurde aber von der Regierung daran gehindert. 1937 war er in London und Das Kreuz im Davidstern. erschien in zweiter Auflage. Poljak führte aus, dass die Judenchristliche Gemeinde der Wille aller Juden sei, die an Christus und die Mission des jüdischen Volkes glauben. Durch seine Schriften und Vorträge sei ein internationaler Freundeskreis im Entstehen, der die judenchristliche Kolonie in Palästina schaffen wird. Von 1940 bis 1944 war Poljak auf der Isle of Man und in Kanada interniert. Nach dem Krieg bereiste er Palästina, wo er 1947 eine kleine judenchristliche Gemeinschaft ins Leben rief. 1951 liess er sich wieder in Deutschland nieder und gründete er die Judenchristliche Reichsbruderschaft, welche 1954 in Reichsbruderschaft Jesu Christi umbenannt wurde, da ihr sowohl Judenchristen wie Heidenchristen angehörten. Im selben Jahr erfolgte auch die Grundsteinlegung der sogenannten Patmos-Siedlung in Möttlingen.

## Kritik
Poljaks judenchristliche Endzeitgemeinden stiessen sowohl bei Juden wie auch bei Christen auf Kritik. So wurden sie im israelischen Unabhängigkeitskrieg von jüdischer Seite angefeindet und ein Mitglied der Spionage für England verdächtigt. 1954 warnte der evangelische Landesbischof Martin Haug vor den Lehren Poljaks, welche er als „Judaisierung des Neuen Testaments“ bezeichnete.
Poljaks Weltsicht ist erfüllt von Vorstellungen um eine göttliche Vorsehung. Er treibt diese Gedanken so weit, dass er behauptet, dass auch Hitler eine „historische Mission“ gehabt habe. Poljaks Deutung des Holocaust ist geprägt von einem simplizistischen Ursache-Wirkung-Prinzip: „Wenn wir Juden nicht von den Wegen Gottes abgewichen wären, hätte Er uns nicht in die Hände der Antisemiten gegeben.“

## Werke
In den Jahren 1938 bis 1948 entstanden Artikel für die Monatsschrift Die Judenchristliche Gemeinde sowie die Hefte Das zertrümmerte Hakenkreuz und Hitler als Feldherr und Spiritist.
- Meditationen, Chemnitz 1922 (Eigenverlag)
- Zwischen Menschen und Gott, Moros-Verlag Chemnitz 1924
- Judenchristen im Heiligen Lande, Europäischer Verlag Leipzig 1936
- Die judenchristliche Gemeinde, Wien 1937 (Selbstverlag)
- Das Kreuz im Davidstern : Beiträge zur judenchristlichen Frage, Selbstverlag Wien (1. u. 2. Auflage 1937), Aeschlimann Thun (3. Auflage 1939, 4. Auflage 1941), Patmos-Verlag Neckargemünd (6. Auflage 1951)
- Judenchristentum, Aeschlimann Thun 1939
- The bible on faith healing, The Jewish Christian Community London, 1939
- Die jüdische Kirche, Verl. d. Judenchristl. Gemeinde Köniz-Bern 1946
- Das zertrümmerte Hakenkreuz, Verl. d. Judenchristl. Gemeinde Köniz-Bern 1947
  - Unter dem Titel: Zertrümmertes Hakenkreuz : Hitler als Feldherr u. Spiritist, 5. Auflage Patmos-Verlag Stuttgart 1952
- Jerusalem, Jerusalem..., 2. Aufl. Patmos-Verlag Neckargemünd 1951
- Judenchristen in Israel : Paulinische Judenmission ; Judenchristliche Gemeinde, Patmos-Verlag Neckargemünd 1951
- Krieg und Frieden : Predigten und Briefe aus Gefangenschaft, Patmos-Verlag Neckargemünd 1951
- Der Ölzweig, Patmos-Verlag/Verlag der judenchristlichen Gemeinde Liebefeld-Bern 1951
- Briefe aus Jerusalem, Patmos-Verlag Stuttgart 1954
- Auf dem Wege, Patmos-Verlag Möttlingen 1958
- Die Weltlage im Lichte des biblisch-prophetischen Wortes, Patmos-Verlag Möttlingen 1958
- Hitler als Feldherr u. Spiritist, Patmos-Verlag Möttlingen (Sonderdruck) 1962
- Trost und Hoffnung, Patmos-Verlag Möttlingen 1963; Neuauflage 1970